# Saint-Fidèle
 (avril 2016).
Si vous disposez d'ouvrages ou d'articles de référence ou si vous connaissez des sites web de qualité traitant du thème abordé ici, merci de compléter l'article en donnant les références utiles à sa vérifiabilité et en les liant à la section « Notes et références ».
Pour un article plus général, voir La Malbaie.
La Municipalité de Saint-Fidèle de Charlevoix, autrefois la Municipalité de paroisse de Saint-Fidèle-de-Mont-Murray située à environ 10,6 kilomètres à l’est de la Ville de La Malbaie, a été fusionnée à cette dernière le 1er janvier 2000.

## Historique
La paroisse de Saint-Fidèle est érigée sur le plan canonique le 10 juin 1850, son premier prêtre résidant est accordé à la population le 17 septembre 1855 et la municipalité de Saint-Fidèle-de-Mont-Murray est érigée sur le plan civil le 1er juillet 1855. Le tout premier colon à s'y établir en 1834 fut M. Louis Dallaire. La première chapelle de Saint-Fidèle a été bénite par le curé Augustin Beaudry de La Malbaie, en 1853. Elle a été agrandie en 1856, mais elle est rapidement devenue trop petite. M. Louis Dallaire décida donc de donner ses terres pour construire l’église du village. Le début de la construction fut en 1872 pour être finalisée en 1883. La municipalité de Saint-Fidèle avait pour quartier les villages de Cap-à-l'Aigle, Rivière noire (Saint-Siméon) et Rivière-aux-Canards (Baie Sainte-Catherine) qui ont formé des municipalités par la suite.
Le vocable Saint-Fidèle fait référence à Fidèle de Sigmaringen.

### L’économie de Saint-Fidèle du début de la colonisation vers la fin des années 1930
La première préoccupation des colons qui s’installèrent à Saint-Fidèle était celle de suffire à leurs besoins; ils le faisaient à l’aide de l’agriculture. Comme dans la plupart des fermes de Charlevoix, l’ensemencement du blé dépassait largement celui de l’avoine. La récolte, toujours croissante de cette céréale, incita certaines personnes à ouvrir des moulins à farine pour pouvoir accommoder ceux qui se prêtaient à cette culture. Pour compléter les produits nécessaires à leurs subsistances, ils pratiquaient l’élevage des animaux domestiques et s’occupaient de la coupe de bois. C’est pourquoi, au début de l’année 1851, il existait dans la paroisse deux moulins à farine, un pour carder et deux autres pour scier le bois.
Dès 1855, l’exploitation du bois prenait presque autant d’importance que l’agriculture, car celle-ci était devenue insuffisante aux colons; alors que l’intérieur des terres se changeait en clairières, les établissements se multipliaient rapidement, car, pendant cette année, la paroisse possédait cinq moulins à scie; deux à Port-au-Persil, dont les propriétaires étaient Louis Tremblay et William Price (1789-1867), deux au Port-au-Saumon appartient à Joseph Dallaire et Hypolite Truchon et un dernier avait été construit à la rivière Noire par Thomas Simard. Il existait également une forge où les ouvriers facilitaient la tâche des colons pour transformer le fer.

Malgré les avantages offerts par un développement forestier, le blé continuait à être moulu dans la municipalité. Le seigneur Malcolm Fraser possédait un moulin à farine au Port-au-Saumon et un autre à Port-au-Persil.

La population pouvait compter aussi sur deux marchands généraux : M. Alexis Gagnon au Port-au-Saumon et Baptiste Tremblay à la Rivière Noire.
À l’époque, tout commerce se faisait par bateau venant accoster le quai de Port-au-Saumon pour le déchargement des marchandises. Ces marchandises étaient rangées dans des hangars. Au début des années 1900, il était possible de charger le bois à bord des goélettes dans une petite baie du Bas-de-l’Anse.
À la fin du XIXe siècle, l’agriculture détenait encore la première place à Saint-Fidèle; on semait du blé, des pommes de terre, de l’orge, de l’avoine, du sarrasin, des pois, de la luzerne, du seigle et du lin. Ce dernier était d’une grande utilité parce qu’il servait à la confection des vêtements ou de tout autre tissu. Mais vers 1913, l’agriculture donne son rôle primordial à l’industrie du bois. En février de la même année, le seigneur Georges Bonner vendait à David Henry approximativement 26 000 acres situés dans les rangs Sainte-Marguerite, Marie-Grace, Saint-Georges ainsi qu’au cinquième et au sixième rang (aussi appelé Grand-Fonds).

Aussitôt la compagnie Pennington et Gagnon fit entreprendre sur la rivière Port-au-Saumon la construction d’un barrage afin d’y emprisonner le bois. Peu de temps après, ce même barrage cédait pour laisser échapper entre quinze et vingt mille cordes de bois. Ce produit brut perdu représentait plus de la moitié de la production annuelle. Cette entreprise étant aux prises avec un déficit considérable ne pouvait plus répondre à ses obligations. Ce tragique événement est probablement responsable de la venue d’une nouvelle compagnie de bois à Saint-Fidèle; la Mount Murray Woodland Corporation ayant son siège social à New-York.
Au début des années 1900 cette entreprise paye au bucheron un montant d’un dollar à un dollar cinquante par corde de bois pour six jours de dur labeur.
Depuis le temps que les compagnies faisaient le commerce du bois, le nombre des établissements publics augmentait. En 1924, on comptait trois magasins généraux, une beurrerie, trois fromageries, trois moulins à scie, trois boutiques de forges et deux boucheries dont la plus connue était celle de Germain Gagnon résident du rang Saint-Paul, qui pour donner plus de service à sa clientèle, vendait sa marchandise de porte en porte.
En 1925, pour des raisons quelconques, la Mount Murray Woodland Corporation fut remplacée par la compagnie International Paper dont les contacteurs étaient Arthène Bélanger et Frères.

## La Crémerie St-Fidèle
C’est en 1902 qu’une fromagerie s’est ajoutée aux établissements publics de Saint-Fidèle. Pour pouvoir la construire, le propriétaire, M. Wilfrid Bhérer avait acheté un terrain à Gracieuse Bhérer. Ce terrain était situé à l’entrée du rang Saint-Paul.
En 1905, M. Joseph Bhérer prenait possession de la fromagerie. De mai à novembre, cet homme, sans l’aide de personne, s’occupait de faire fonctionner son entreprise. En ces temps-là, la méthode de fabrication du fromage demandait un travail plus manuel et les possibilités de conservation de ce produit laitier, dans des chambres froides beaucoup moins perfectionnées que celles d’aujourd’hui comportaient un certain risque. En 1922 M. Bhérer construisit une nouvelle fabrique dans laquelle il put faire également du beurre jusqu’en 1929. Afin d’améliorer les conditions de fabrication, il a dû aménager à Saint-Fidèle une beurrerie munie d’un équipement moderne. À partir de cette année, sa production devint rentable financièrement. En 1933, Monsieur Joseph Bhérer décède et c'est sa fille, Blanche Bhérer, mariée à Joseph Tremblay, qui devient propriétaire de l'entreprise.
De 1929 à 1945, on n'utilisait pas des techniques de production aussi développées qu'aujourd'hui, mais cela répondait quand même aux besoins de l'époque. Il n'y avait pas d'électricité, la baratte à beurre fonctionnait donc à partir d'un moteur à vapeur. L'hiver, il fallait découper de la glace sur les lacs afin de s'en servir pour refroidir la crème durant la saison estivale. On distribuait les produits de l'entreprise dans les environs de Saint-Fidèle. En été, on utilisait des camions tandis qu'en hiver, on revenait aux chevaux et un peu plus tard, on utilisera les " snow-mobiles ".
Une nouvelle technologie est apparue en 1946, soit l’électrification du village. C’est donc cette année-là que la pasteurisation de la crème a débuté.
En 1962, les Tremblay achètent la Fromagerie Savard de Baie-Sainte-Catherine et c'est le début de la construction de l'usine moderne actuelle afin de combiner les opérations de fabrication de beurre et de fromage. La nouvelle usine commencera ses opérations en juillet 1963.

En 1967, l'entreprise personnelle devient une compagnie à responsabilité limitée sur l'initiative des copropriétaires Lucien et Clément Tremblay qui sont les fils de M. Joseph Tremblay. C’est en 1968 que la Crémerie St-Fidèle achète le permis de fabrication de la coopérative des Éboulements, puis en 1969, on assiste au début du ramassage du lait en vrac. Au cours de la première année, il n'y avait que cinq producteurs qui possédaient des bassins refroidisseurs.
On doit attendre en jusqu’en 1976 pour voir le début de la production du fromage de type emmental appelé Suisse. Avec cette nouvelle production, l’usine devenait beaucoup trop petite. C’est pourquoi les frères Tremblay ont décidé en 1977 de procéder à un nouvel agrandissement. Depuis, la Crèmerie Saint-Fidèle s'est méritée un premier prix pour la production de son fromage emmental, lors d'une exposition nationale à Toronto. Cette mention devait consacrer la qualité de la production dans ce type de fromage.
C’est en 1988 que les frères Lucien et Clément Tremblay ont décidé de vendre leur entreprise à la Coopérative Agricole de la Côte sud. Cette Coop c’est jointe à d’autres coopératives qui ont formé le Groupe Lactel
En 2000, le Groupe Lactel ferme la Crémerie Saint-Fidèle.
Il faut attendre mai 2001 pour qu’un consortium rouvre la crémerie.
Les propriétaires sont donc :
- Laiterie de la Baie Inc.
- Fromagerie Boivin Inc.
- Alliance Lait (groupe de 36 producteurs laitiers au Saguenay Lac St-Jean, Charlevoix)

Depuis cette date, la nouvelle Fromagerie St-Fidèle n’a jamais cessé d’augmenter la qualité de ses produits et sa réputation.

## Liste des prêtres de la paroisse (1855 - 2007)

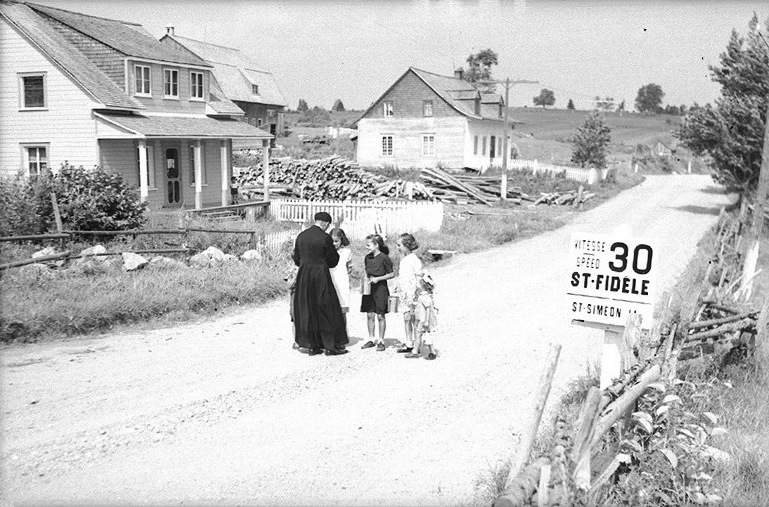
Le curé parlant aux enfants, 1942

## Liste des prêtres de la paroisse (1855 - 2007)[3]
| Abbé Fidèle Morisset            | 1855 - 1859 |
| Abbé Georges-Stanislas Beaulieu | 1859 - 1867 |
| Abbé Charles-Godefroi Gaudin    | 1867 - 1869 |
| Abbé Louis-Napoléon Cinq-Mars   | 1869 - 1875 |
| Abbé Edmond-Wilbrod Tremblay    | 1875 - 1889 |
| Abbé Amédée-Narcisse Parent     | 1889 - 1904 |
| Abbé Ovide Larouche             | 1904 - 1920 |
| Abbé Aimé Laberge               | 1920 - 1941 |
| Abbé Thomas-Louis Imbeault      | 1941 - 1949 |
| Abbé Louis-Nil Tremblay         | 1949 - 1963 |
| Abbé Bertrand Fournier          | 1963 - 1965 |
| Abbé C. Painchaud               | 1965 - 1969 |
| Abbé G. Tremblay                | 1969 - 1970 |
| Abbé Lucien Harvey              | 1970 - 1977 |
| Abbé Georges Gravel             | 1977 - 1981 |
| Abbé François Germain           | 1981 - 1985 |
| Abbé Yvon Drolet                | 1985 - 1987 |
| Abbé Jacques Michaud            | 1987 - 1993 |
| Abbé Rosaire Leblanc            | 1993 - 2001 |
| Abbé Benoît Tessier             | 2001 - 2007 |

## Liste des maires de la Municipalité de paroisse de Saint-Fidèle de Charlevoix
| John McLaren           | 1855 - 1858                                        |
| Paul Mailloux          | 1858 - 1859, 1868 - 1873, 1880 - 1883              |
| Ephrem Bouchard        | 1859 - 1859                                        |
| Jean Brisson           | 1859 - 1859                                        |
| Alexis Gagnon          | 1859 - 1862, 1879 - 1880, 1883 - 1886              |
| Maxfield McLaren       | 1862 - 1863                                        |
| Édouard Tremblay       | 1863 - 1864                                        |
| Michel Tremblay        | 1864 - 1868                                        |
| Denis Gauthier         | 1873 - 1879                                        |
| Antoine Perron         | 1886 - 1888, 1890 - 1891                           |
| François Dallaire      | 1888 - 1890, 1891 - 1893, 1895 - 1900, 1901 - 1902 |
| Jean-Baptiste Bouchard | 1893 - 1895                                        |
| François Tremblay      | 1900 - 1901, 1902 - 1904                           |
| Ulysse Bouchard        | 1901 - 1901                                        |
| Xavier Tremblay        | 1904 - 1921                                        |
| Ernest Bouchard        | 1921 - 1923, 1925 - 1927                           |
| Wilbrod Bhérer         | 1923 - 1925, 1931 - 1933                           |
| Thomas Savard          | 1927 - 1931                                        |
| Ulysse Villeneuve      | 1933 - 1935                                        |
| Kelley Harvey          | 1935 - 1941                                        |
| Napoléon Boies         | 1941 - 1945, 1947 - 1949                           |
| Alcide Tremblay        | 1945 - 1947                                        |
| Orias Carré            | 1949 - 1955                                        |
| Jean-Charles Ratté     | 1955 - 1963                                        |
| Wilbrod Dufour         | 1963 - 1965                                        |
| Vincent Lavoie         | 1965 - 1979, 1985 - 1989                           |
| Clément Tremblay       | 1979 - 1985                                        |
| J. Edgar Rochette      | 1989 - 1993                                        |
| Marguerite Dufour      | 1993 - 1997                                        |
| Ulysse Duchesne        | 1997 - 1999                                        |

### Sources
- Fromagerie Saint-Fidèle